# SpongeBob: Anh hùng lên cạn
SpongeBob: Anh hùng lên cạn (tiếng Anh: The SpongeBob Movie: Sponge Out of Water) là một bộ phim hoạt hình/người đóng 3D phiêu lưu hài hước dựa trên sê-ri truyền hình hoạt hình Chú bọt biển tinh nghịch của Nickelodeon. Phim do cựu nhà sáng tạo chương trình Paul Tibbitt đạo diễn, vai đạo diễn đầu tay của ông, với phần người đóng do Mike Mitchell đạo diễn. Phim có sự tham gia của Antonio Banderas và dàn diễn viên lồng tiếng cho chương trình để đảm nhiệm các vai diễn từ sê-ri và phần phim trước.